# 샤루구

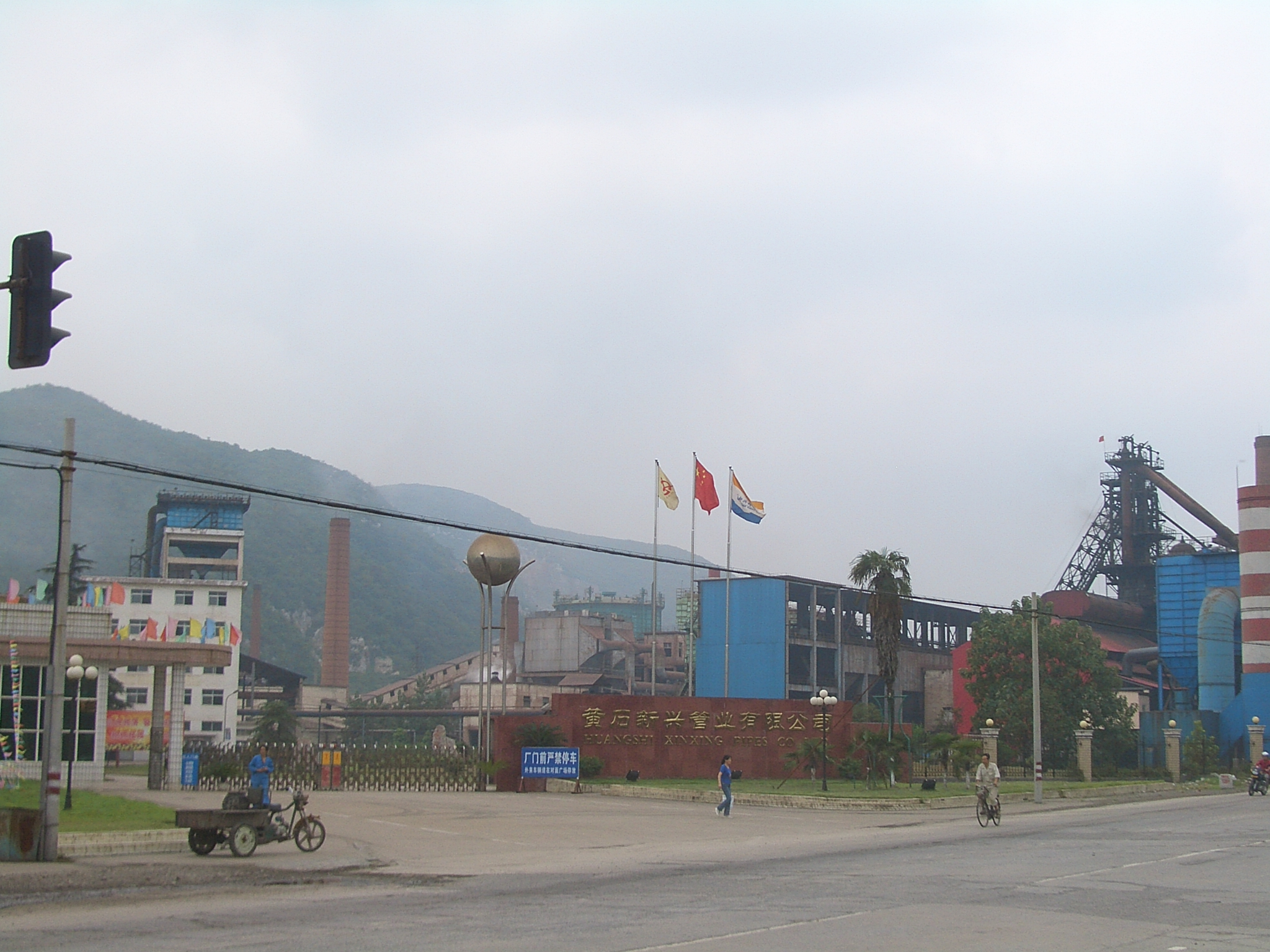

샤루구(한국어: 하륙구, 중국어: 下陆区, 병음: Xiàlù Qū)는 중화인민공화국 후베이성 황스 시의 현급 행정구역이다. 넓이는 69km2이고, 인구는 2007년 기준으로 160,000명이다.

## 행정 구역
4개 가도를 관할한다.
- 가도: 新下陆街道, 老下陆街道, 东方山街道, 团城山街道（属开发区）.